# دبليو دبليو إي إن إكس تي
هو برنامج تلفزيوني تم افتتاحه في 23 فبراير 2010 اسسه فنس مكمان وهو تابع لاتحاد المصارعة الترفيهي الضخم دبليو دبليو أي مؤسسة المصارعة العالمية الترفيهية فكرة البرنامج هو الخلط بين برامج الواقع والمصارعة الحرة الترفيهية وهو شبيه ببرنامج اخر من إنتاج نفس الشركة وهو (تف اينف - Tough Enough)
طريقه عمل المسابقة أو البرنامج هو تدريب 8 مصارعين هواة من قبل 8 مصارعين محترفين والفائز من البرنامج يحصل على عقد ظهور في أحد برامج الدبليو دبليو أي الشهيرة مثل سماك داون أو دبليو دبليو اي راو وقد حصل العرض على نسبة مشاهدة كبيرة في أول يوم عرض له 1.3 مليون مشاهد وهو الآن في موسمه الخامس.

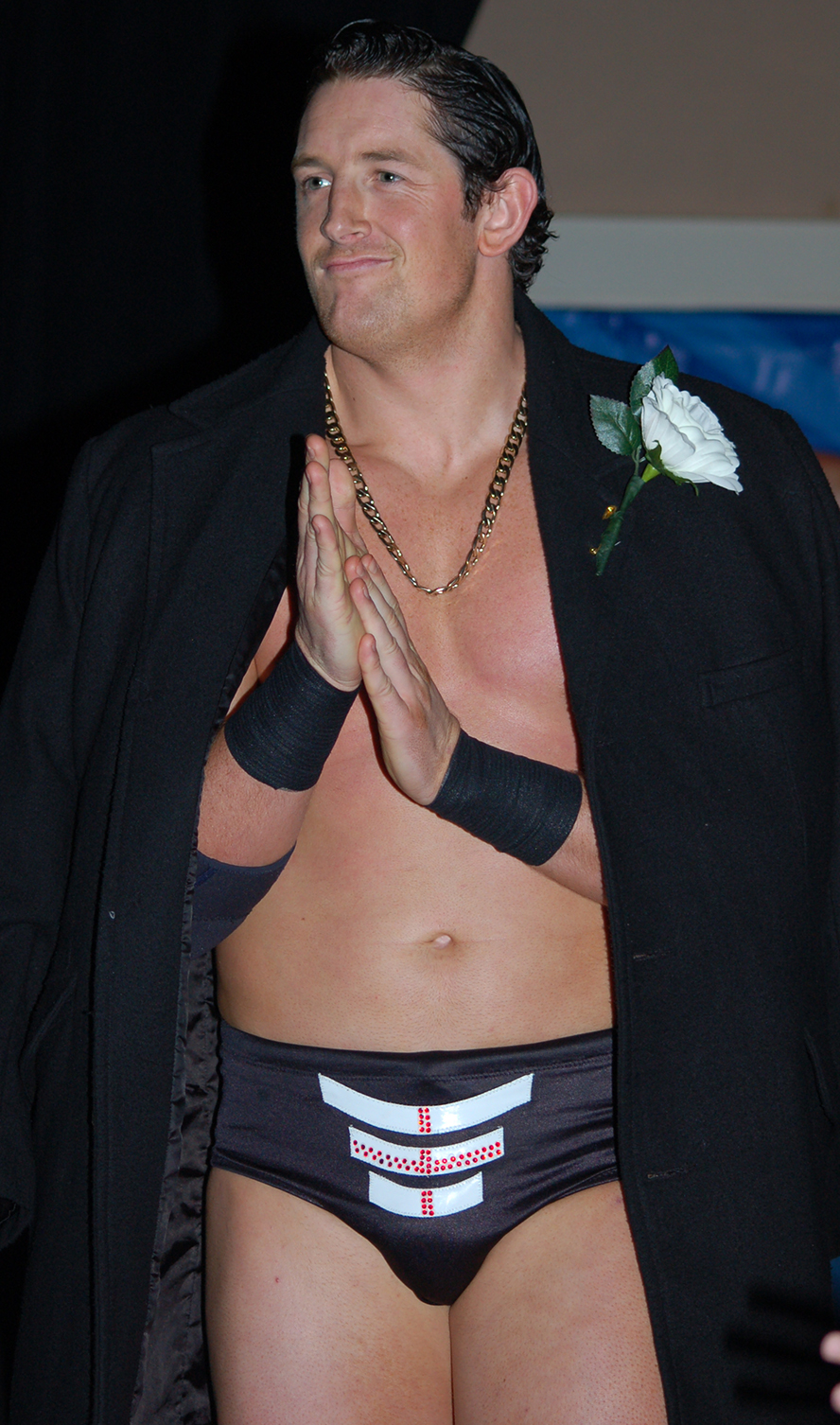
الفائز في الموسم الاول وايد باريت

 والموسم الثاني كافال والموسم الثالث للديفاز.

## قنوات تبث العرض
سرعة شهرة العرض حققت له رواجية كبيرة بين الدول العديد من القنوات اشترت حقوق بث العرض في الأسفل قائمة القنوات التي تبث عرض إن إكس تي.
| الدولة                                        | الشبكة                       | مصادر                                                                                |
| --------------------------------------------- | ---------------------------- | ------------------------------------------------------------------------------------ |
| الجزائر، مصر وقطر والمملكة العربية السعودية   | شوتايم أرابيا                | [ 1 ] [ 2 ] [ 3 ]                                                                    |
| الأرجنتين، بوليفيا، البرازيل، تشيلي، كولومبيا | Fox sports                   | [ 4 ] [ 5 ] [ 6 ] [ 7 ] [ 8 ] [ 9 ] [ 10 ] [ 11 ] [ 12 ] [ 13 ] [ 14 ] [ 15 ] [ 16 ] |
| أستراليا                                      | فوكس8                        | [ 17 ]                                                                               |
| بنغلادش، هند وباكستان                         | TEN Sports                   | [ 18 ] [ 19 ] [ 20 ]                                                                 |
| كمبوديا                                       | CTN                          | [ 21 ]                                                                               |
| كندا                                          | Global TV ‏                   | [ 22 ]                                                                               |
| فنلندا                                        | MTV3 MAX                     | [ 23 ]                                                                               |
| فرنسا                                         | Action                       | [ 24 ]                                                                               |
| ألمانيا                                       | Sky Deutschland              | [ 25 ]                                                                               |
| إيطاليا                                       | سكاي إيطاليا                 | [ 26 ]                                                                               |
| يابان                                         | جاي سبورتس                   | [ 27 ]                                                                               |
| ماليزيا                                       | Astro SuperSport             | [ 28 ]                                                                               |
| نيوزلندا                                      | The Box ‏                     | [ 29 ]                                                                               |
| فلبين                                         | Jack TV                      | [ 30 ]                                                                               |
| برتغال                                        | SportTV 3                    | [ 31 ]                                                                               |
| جنوب أفريقيا                                  | e.tv                         | [ 32 ]                                                                               |
| تايوان                                        | Videoland Max-TV ‏            | [ 33 ]                                                                               |
| أوكرانيا                                      | QTV                          | [ 34 ]                                                                               |
| المملكة المتحدة وأيرلندا                      | سكاي سبورت & Sky Sports HD 3 | [ 35 ] [ 36 ]                                                                        |

## وصلات خارجية
- دبليو دبليو إي إن إكس تي على موقع IMDb (الإنجليزية)
- دبليو دبليو إي إن إكس تي على موقع كينوبويسك (الروسية)
- دبليو دبليو إي إن إكس تي على موقع قاعدة بيانات الفيلم (الإنجليزية)

1. ↑  "WWE's Algeria Schedule". دبليو دبليو إي. مؤرشف من الأصل في 2010-03-15. اطلع عليه بتاريخ 2010-02-20.
2. ↑  "WWE's Egypt Schedule". دبليو دبليو إي. مؤرشف من الأصل في 2011-08-07. اطلع عليه بتاريخ 2010-02-20.
3. ↑  "WWE's Qatar Schedule". دبليو دبليو إي. مؤرشف من الأصل في 2010-08-21. اطلع عليه بتاريخ 2010-02-20.
4. ↑  "WWE's Argentina Schedule". دبليو دبليو إي. مؤرشف من a الأصل في 2010-02-08. اطلع عليه بتاريخ 2010-02-20. {{استشهاد ويب}}: تحقق من قيمة |مسار= (مساعدة)
5. ↑  "WWE's Brazil Schedule". دبليو دبليو إي. مؤرشف من الأصل في 2010-03-17. اطلع عليه بتاريخ 2010-02-20.
6. ↑  "WWE's Chile Schedule". دبليو دبليو إي. مؤرشف من الأصل في 2010-02-10. اطلع عليه بتاريخ 2010-02-20.
7. ↑  "WWE's Colombia Schedule". دبليو دبليو إي. مؤرشف من الأصل في 2010-04-15. اطلع عليه بتاريخ 2010-02-20.
8. ↑  Rica "WWE's Costa Rica Schedule". دبليو دبليو إي. مؤرشف من الأصل في 2010-03-17. اطلع عليه بتاريخ 2010-02-20. {{استشهاد ويب}}: تحقق من قيمة |مسار أرشيف= (مساعدة)
9. ↑  Republic "WWE's Dominican Republic Schedule". دبليو دبليو إي. مؤرشف من الأصل في 2010-03-17. اطلع عليه بتاريخ 2010-02-20. {{استشهاد ويب}}: تحقق من قيمة |مسار أرشيف= (مساعدة)
10. ↑  "WWE's Ecuador Schedule". دبليو دبليو إي. مؤرشف من الأصل في 2010-03-18. اطلع عليه بتاريخ 2010-02-20.
11. ↑  Salvador "WWE's El Salvador Schedule". دبليو دبليو إي. مؤرشف من الأصل في 2010-04-01. اطلع عليه بتاريخ 2010-02-20. {{استشهاد ويب}}: تحقق من قيمة |مسار أرشيف= (مساعدة)
12. ↑  "WWE's Guatemala Schedule". دبليو دبليو إي. مؤرشف من الأصل في 2009-07-19. اطلع عليه بتاريخ 2010-02-20.
13. ↑  "WWE's Mexico Schedule". دبليو دبليو إي. مؤرشف من الأصل في 2010-02-09. اطلع عليه بتاريخ 2010-02-20.
14. ↑  "WWE's Panama Schedule". دبليو دبليو إي. مؤرشف من الأصل في 2010-02-23. اطلع عليه بتاريخ 2010-02-20.
15. ↑  "WWE's Peru Schedule". دبليو دبليو إي. مؤرشف من الأصل في 2010-03-03. اطلع عليه بتاريخ 2010-02-20.
16. ↑  "WWE's Venezuela Schedule". دبليو دبليو إي. مؤرشف من الأصل في 2010-03-17. اطلع عليه بتاريخ 2010-02-20.
17. ↑  "WWE's Australia Schedule". دبليو دبليو إي. مؤرشف من الأصل في 2011-10-06. اطلع عليه بتاريخ 2010-02-20.
18. ↑  "WWE's Bangladesh Schedule". دبليو دبليو إي. مؤرشف من الأصل في 2011-01-25. اطلع عليه بتاريخ 2010-02-20.
19. ↑  "WWE's India Schedule". دبليو دبليو إي. مؤرشف من الأصل في 2010-03-17. اطلع عليه بتاريخ 2010-02-20.
20. ↑  "WWE's Pakistan Schedule". دبليو دبليو إي. مؤرشف من الأصل في 2010-06-03. اطلع عليه بتاريخ 2010-02-20.
21. ↑  "WWE's Cambodia Schedule". دبليو دبليو إي. مؤرشف من الأصل في 2010-02-28. اطلع عليه بتاريخ 2010-02-20.
22. ↑  "WWE's Canada Schedule". دبليو دبليو إي. مؤرشف من الأصل في 2011-08-17. اطلع عليه بتاريخ 2010-02-20.
23. ↑  "WWE's Finland Schedule". دبليو دبليو إي. مؤرشف من الأصل في 2010-04-04. اطلع عليه بتاريخ 2010-04-05.
24. ↑  "WWE's France Schedule". دبليو دبليو إي. مؤرشف من الأصل في 2010-02-10. اطلع عليه بتاريخ 2010-02-20.
25. ↑  "WWE's Germany Schedule". دبليو دبليو إي. مؤرشف من الأصل في 2010-03-14. اطلع عليه بتاريخ 2010-02-20.
26. ↑  "WWE's Italy Schedule". دبليو دبليو إي. مؤرشف من الأصل في 2010-03-03. اطلع عليه بتاريخ 2010-02-20.
27. ↑  "WWE's Japan Schedule". دبليو دبليو إي. مؤرشف من الأصل في 2010-03-17. اطلع عليه بتاريخ 2010-02-20.
28. ↑  "WWE's Malaysia Schedule". دبليو دبليو إي. مؤرشف من الأصل في 2010-02-28. اطلع عليه بتاريخ 2010-02-20.
29. ↑  Zealand "WWE's New Zealand Schedule". دبليو دبليو إي. مؤرشف من الأصل في 2011-08-09. اطلع عليه بتاريخ 2010-02-20. {{استشهاد ويب}}: تحقق من قيمة |مسار أرشيف= (مساعدة)
30. ↑  "WWE's Philippines Schedule". دبليو دبليو إي. مؤرشف من الأصل في 2010-02-09. اطلع عليه بتاريخ 2010-02-20.
31. ↑  "WWE's Portugal Schedule". دبليو دبليو إي. مؤرشف من الأصل في 2010-03-02. اطلع عليه بتاريخ 2010-02-20.
32. ↑  Africa "WWE's South Africa Schedule". دبليو دبليو إي. مؤرشف من الأصل في 2010-03-17. اطلع عليه بتاريخ 2010-02-20. {{استشهاد ويب}}: تحقق من قيمة |مسار أرشيف= (مساعدة)
33. ↑  "WWE's Taiwan Schedule". دبليو دبليو إي. مؤرشف من الأصل في 2010-04-15. اطلع عليه بتاريخ 2010-02-20.
34. ↑  "WWE's Ukraine Schedule". دبليو دبليو إي. مؤرشف من الأصل في 2010-03-01. اطلع عليه بتاريخ 2009-10-07.
35. ↑  Kingdom "WWE's United Kingdom Schedule". دبليو دبليو إي. مؤرشف من الأصل في 2010-02-08. اطلع عليه بتاريخ 2010-02-20. {{استشهاد ويب}}: تحقق من قيمة |مسار أرشيف= (مساعدة)
36. ↑  "WWE's Ireland Schedule". دبليو دبليو إي. مؤرشف من الأصل في 2010-03-25. اطلع عليه بتاريخ 2010-02-20.